# Колпакова Наталія Павлівна
Ната́лія Па́влівна Колпако́ва (рос. Наталья Павловна Колпакова; *1902 — 1994) — радянська російська фольклористка, відома дослідженнями і виданнями російських народних пісень, а також популярними антологіями народної творчості народів СРСР для дітей.

## З життєпису
Народилась у дворянській родині. 
Закінчила Демидівську жіночу гімназію (1919). Навчалася у М. Гумільова, М. Лозинського та великого вченого-сходознавця академіка В. Алексєєва, під керівництвом якого перекладала вірші середньовічних китайських поетів. Вступила до літературної студії при видавництві «Всемирная литература», яку закінчила з дипломом першого ступеня. 
У 1919—1921 роках була вільним слухачем Петроградського державного університету по факультету суспільних наук.
Восени 1921 року вступила на Вищі курси мистецтвознавства Державного інституту історії мистецтв, які закінчила в грудні 1924 року зі званням наукового співробітника 1-го розряду (аналог сучасного кандидата наук). Під час навчання зацікавилася курсом з народної творчості, який вела літературознавець, фахівець у галузі дослідження давньоруської сатири, фольклору, поезії, релігійних переказів В. Адріанова-Перетц, з якою згодом підтримувала тісні творчі й особисті зв'язки.
Деякий час займалася поетикою А. А. Фета, потім вивчала фольклор і народне мистецтво. Починаючи від 1939 року, завідувала Кабінетом народної творчості при філологічному факультеті Ленінградського університету.
Під час блокади Ленінграда Н. П. Колпакова залишалася в місті. У 1943 році випустила збірку «Частушки Ленинградского фронта».
Неодноразово виїжджала у фольклорні експедиції (Біломор'я, Вологодська область, Башкирія, Урал, Поволжя, Печора, Мезень).
У 1963 році вийшла в світ монографія Н. Колпакової «Русская народная бытовая песня». 
Від 1967 року Наталія Колпакова присвятила себе повністю літературній діяльності, й у 1970—1980-ті роки вийшло багато книжок за її авторством.
Померла у 1994 році.

## Творчість
Наталія Павлівна Колпакова відома, перш за все, як дослідниця і популяризаторка російських народних пісень. Анотована картотека зібраних Наталією Павлівною пісень налічує близько трьох тисяч текстів, а загальний каталог, складений нею самою, охоплює сорок тисяч текстів.
Вибрана бібліографія
- Частушки Ленинградского фронта (1943)
- Русская народная бытовая песня (1963)
- Лирика русской свадьбы (серія: «Литературные памятники», 1973)
- «У золотых родников: Записки фольклориста» (1975)
- «Песни и люди» (1977).

Наталія Колпакова є також авторкою численних дитячих видань, зокрема фольклорних збірок, адаптацій казок для діафільмів.
Деякі з книг авторки перекладені японською, чеською та іншими мовами.

## Джерело-посилання
- Наталія Колпакова [Архівовано 29 січня 2020 у Wayback Machine.] на Видавництво «Мелік-Пашаєв» [Архівовано 27 лютого 2020 у Wayback Machine.] (рос.)

1. 1 2 3  Литераторы Санкт-Петербурга. ХХ век / под ред. О. В. Богданова